# Damiat
Damiat é uma comuna localizada na província de Médéa, Argélia. De acordo com o censo de 1998, a população total da cidade era de 3 310 habitantes.